# غوستاف يوهاس
غوستاف يوهاس (بالرومانية: Gusztáv Juhász)‏ (19 ديسمبر 1911 - 20 يناير 2003) لاعب كرة قدم روماني راحل كان يجيد اللعب في خط الوسط.
لعب طوال مسيرته الرياضية في أندية تشينزول تيميشوارا (1924-1931) آر جي إم تيميشوارا (1931-1932) يوفنتوس بوخارست (1932-1933) أوراديا (1939) فينوس بوخارست (1939-1940) ناغيفارادي (1940-1944) ليبيرتاتيا أوراديا (1945-1946).
مثل منتخب رومانيا في 20 مباراة. شارك مع منتخب رومانيا في بطولة كأس العالم 1934 في إيطاليا حيث خرج من الدور الثمن النهائي.
تولى تدريب أندية ليبيرتاتيا أوراديا (1947-1948) إكسبلوسيفي (1948-1949) آي سي أو أوراديا (1950-1952) دينامو أوراديا (1952-1957) كريسول أوراديا (1965-1973).

## وصلات خارجية
- غوستاف يوهاس على موقع قاعدة بيانات كرة القدم.إي يو (الإنجليزية)
- غوستاف يوهاس على موقع ناشيونال فوتبول تيمز (الإنجليزية)

- سيرة ذاتية